# Obodas Ier
Obodas Ier, fils d'Arétas II, est un roi nabatéen qui accéda au trône en -96 jusqu’à environ -85.
Vers 96 av. J.-C., le roi de Judée Alexandre Jannée se tourne contre la Transjordanie, fait démolir Amathonte et soumet la Galahaditide. Il livre ensuite bataille à Obodas, qui lui tend une embuscade dans le Golan.

« Alexandre Jannée tomba dans le piège et perdit toute son armée, coincée dans un ravin profond et écrasée par une multitude de chameaux. Lui s'échappa et gagna Jérusalem »

— Flavius Josèphe, Guerre des Juifs.
Le royaume de Moab et Galaad passent alors sous le contrôle d'Obodas.
La ville d’Oboda (Avdat dans le sud d'Israël), est nommée en son honneur.
Obodas Ier fut déifié à sa mort et le Deir (« Monastère ») de Pétra serait lié à son culte funéraire,.
D'autres rois nabatéens portent le nom d'Obodas tels qu'Obodas II et Obodas III.